# 索尼α6400

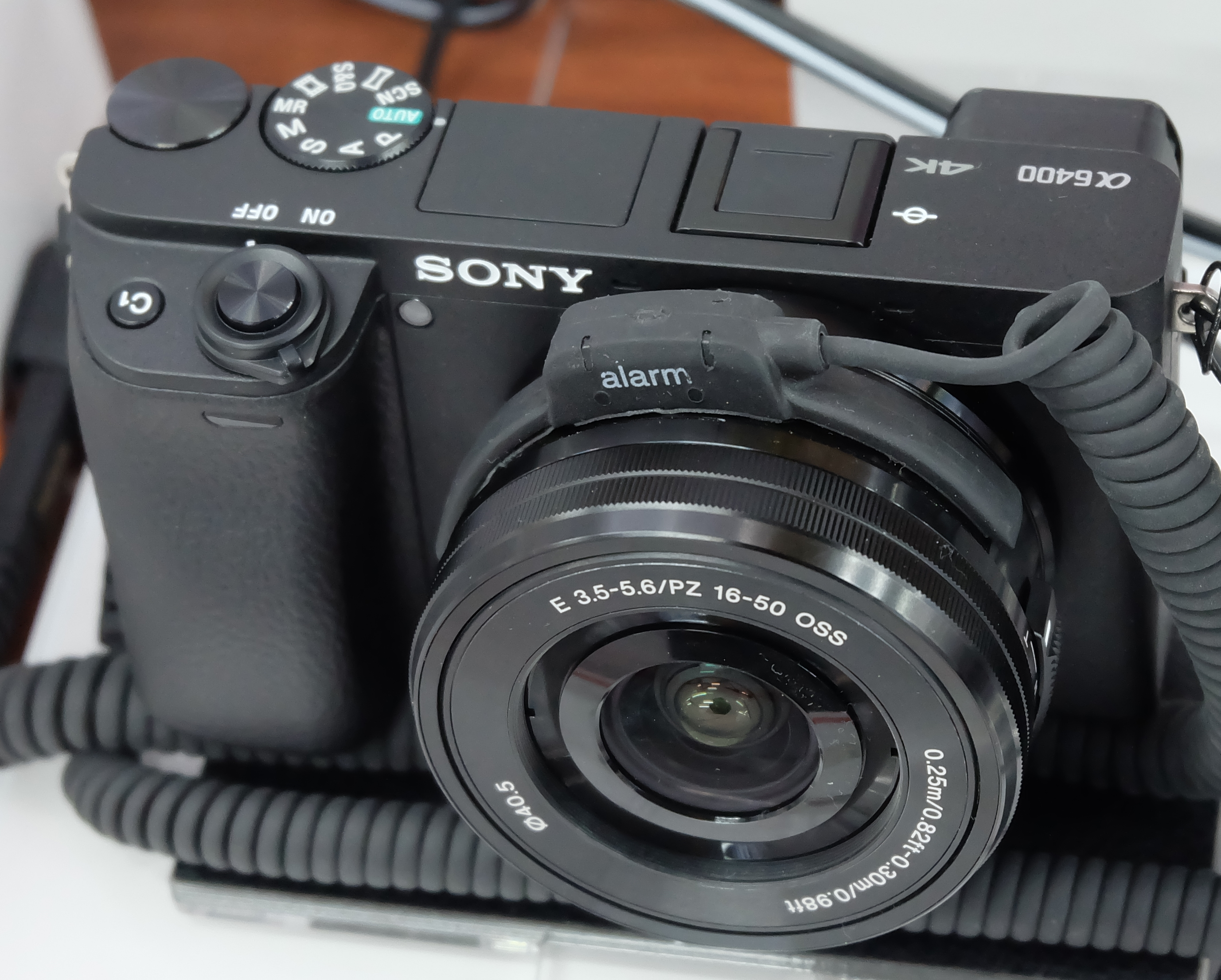
Sony ILCE-6400

索尼α6400（产品型号：ILCE-6400）是索尼公司于2019年1月推出的无反光镜可换镜头相机 （或称微单相机），采用APS-C幅面传感器。是索尼E接环相机中面向专业人士或具有一定相机操作基础的进阶型产品，是在a6300基础上的升级版。
因为ILCE在口语中不好发音，同时机身上有索尼可换镜头系统的α标志，该机也被称作α6400或A6400。

## 概述
在发布时，索尼α6400宣称具有“世界上最快的自动对焦”功能，具有0.02秒的延迟和11fps的连拍，连续AF以及8fps的静音快门。索尼给出的建议零售价：机身889美元，带有16-50毫米镜头的套机则为998美元。
索尼α6400大幅度升级了移动端照片共享程序，并在菜单重新加入延时摄影视频功能。
对于视频拍摄者而言，α6400的一个广受欢迎的变化是取消了30分钟的记录限制。α6400另一项重大改进是对相机过热问题的改善（此问题最有可能出现在录制4K视频时）。在线测试表明，在正常的环境温度下，用户可在相机过热之前耗尽电池电量。
2.0版本固件已于2019年6月13日发布，引入了动物眼控AF，适配无线遥控器RMT-P1BT，以及索尼宣称的“稳定性改进”。

## 特点
- 2420万有效像素 Exmor CMOS传感器
- 425点相位对焦
- 实时眼控自动对焦；实时跟踪
- S35格式，全像素读取且无像素合并的4K视频录制
- 可180°上翻的LCD触摸屏 (2.95英寸)
- 1.0cm (0.39英寸)电子取景器
- 1200区评估测光
- 可连接Wi-Fi，NFC与蓝牙
- LED自动对焦辅助灯
- 连拍功能：Hi+: 11 fps, Hi: 8 fps, Mid: 6 fps, Low: 3 fps
- 单存储卡插槽 (兼容UHS-1)
- 需要静音拍摄时可以启用电子快门
- 间隔拍摄（延时拍摄）[7]
- 动物眼控对焦 (需更新到固件2.00版)[6]

## 反响
在Bilibili的视频博主，有一部分拿到了首发的机器的自媒体频道发布了上手体验，总体上口碑不错，但是有部分博主认为翻转屏与热靴冲突，安装热靴麦克风会与之冲突导致无法观察屏幕。
在YouTube的情况类似，视频博主和关注摄影器材的频道发布了大量上手视频，讲述了自己的使用体验。 普遍的共识是Sony定价精准，但是a6400没有使用Z100电池，且翻转屏挡住热靴座，这一点引来了批评。